# Mattel Television
Mattel Television es la división de producción televisiva de la empresa estadounidense de juguetes y entretenimiento Mattel, fundada originalmente el 31 de marzo de 2016 como sucesora de la anterior división de entretenimiento de Mattel, Mattel Playground Productions, bajo el nombre Mattel Creations.
Adoptó su nombre actual con la contratación del exejecutivo de programación de Disney Branded Television, Adam Bonnett, el 5 de febrero de 2019 y comenzó a gravitar fuertemente hacia la producción de medios de transmisión para su lanzamiento en variantes de YouTube y Netflix mientras mantenía las incursiones televisivas de su encarnación anterior.

## Antecedentes
Antes de la formación de Mattel Creations, Mattel firmó un pacto con DHX Media (ahora WildBrain) el 16 de diciembre de 2015 para coproducir y codistribuir nuevas producciones y episodios de programas de televisión y series web existentes basados en Polly Pocket, Little People y las marcas de HIT Entertainment Bob the Builder y Sam el bombero.  En MIPCOM de 2015, la propia HIT Entertainment, a través de su propietario Mattel, anunció su última asociación con 9 Story Media Group para revivir/reiniciar Barney y sus amigos y Angelina Ballerina para su distribución en 2017, pero no se reveló nada.

## Historia

Logotipo anterior como Mattel Creations de 2016 a 2019.

Mattel formó una división llamada Mattel Creations el 31 de marzo de 2016, buscando unificar, centralizar y renovar su negocio de entretenimiento; absorbió su principal división de entretenimiento en ese momento, Mattel Playground Productions, HIT Entertainment y el equipo creativo de American Girl en Middleton, Wisconsin, en su lanzamiento. Luego, Mattel nombró a su entonces directora de contenido, Catherine Balsam-Schwaber, como directora y elevó o promovió al presidente de HIT Entertainment, Christopher Keenan, a vicepresidente senior, supervisando el desarrollo y la producción de las producciones de la división.
Mattel Creations firmó un acuerdo exclusivo de derechos de video a pedido (SVOD) de suscripción global de 7 años con Universal Pictures Home Entertainment para la filmoteca de Barbie el 16 de octubre de 2016, incluidas las dos películas estrenadas en ese momento; Barbie: Star Light Adventure y Barbie: Video Game Hero.
Catherine renunció a su puesto y dejó Mattel el 12 de febrero de 2018 para asumir el cargo de gerente general de Craftsy, y el copresidente y director de operaciones de Mattel, Richard L. Dickson, agregó la supervisión de la división a sus funciones.
Mattel contrató al exejecutivo de programación de Disney Branded Television, Adam Bonnett, como productor ejecutivo y director de Mattel Television reorganizado el 5 de febrero de 2019, que reemplazó efectivamente a Mattel Creations. Una semana después, Mattel Television anunció una propuesta de veintidós programas de televisión animados y de acción en vivo. El exejecutivo de Saban Brands, Frederic Soulie, quien fue nombrado vicepresidente senior de distribución de contenido y desarrollo comercial de la división del grupo de gestión de franquicias creada por Dickson e Ynon Kreiz, presidente y director ejecutivo de Mattel, para expandir el negocio de entretenimiento de la compañía, fue nombrado nombrado vicepresidente senior y director general de Mattel Television.
El 23 de febrero de 2021, Mattel Television anunció el regreso de la marca Monster High tres años después de su última producción con una serie animada CGI y una película musical de acción real, ambas transmitidas por Nickelodeon y Paramount+ en Estados Unidos el 6 de octubre. 2022. El 30 de agosto de 2021, cuando el acuerdo con Universal expiró, Mattel llegó a un acuerdo con las potencias locales de lanzamiento de videos domésticos, Mill Creek Entertainment y NCircle Entertainment, para el contenido más nuevo basado en Netflix para distribución en DVD, Blu-ray y Digital HD en los Estados Unidos y mercados canadienses.
El 7 de septiembre de 2021, tras el debut de la película para televisión en streaming Barbie: Big City, Big Dreams en Netflix, Mattel contrató al exvicepresidente de programación actual de NBCUniversal, Philip "Phil" Breman, para que fuera el vicepresidente que supervisara los guiones de acción en vivo y desarrollo de series sin guion. Tras su popularidad y éxito mundial, Mattel Television presentó una adaptación en serie musical televisiva animada por CGI de 26 episodios y una continuación de la película el 1 de febrero de 2022 conocida como Barbie: It Takes Two. La primera mitad de los episodios se lanzó en Netflix en los Estados Unidos el 8 de abril de 2022 y la otra mitad el 1 de octubre, y la disponibilidad en otros países y territorios alcanzó 3 meses después del lanzamiento en Estados Unidos. La serie también se emitió por televisión en Australia, Reino Unido, Irlanda, Canadá y Portugal.
El 21 de octubre de 2022, Mattel anunció una extensión del acuerdo con Netflix que haría disponible ocasionalmente el catálogo de películas anteriores a 2017 que Universal Pictures tenía a través del servicio de transmisión y el "especial" interactivo inaugural de la franquicia multimedia de Barbie, El fabuloso viaje de Barbie, que se publicó 4 días después. El 25 de octubre de 2022, Mattel aprovechó el resurgimiento audiovisual de Monster High al anunciar conjuntamente una secuela de la película de acción real con Nickelodeon y Paramount+, cuya producción comenzó el año siguiente el 7 de febrero para un lanzamiento programado para otoño/otoño.
El 16 de febrero de 2023, Mattel publicó a través de Google Drive su cartera de contenidos para los años fiscales 2023-24 y 2024-25, incluida una reactivación de Sam el bombero y una reactivación con cambios de imagen CGI de Barney y sus amigos. El 7 de marzo de 2023, NBC dio luz verde a un concurso de renovación de automóviles con Hot Wheels llamado Hot Wheels: Ultimate Challenge.
El 28 de septiembre de 2023, Netflix anunció Hot Wheels Let's Race, una nueva adaptación de la serie animada que se estrenará en 2024.